# Agents seleccionats
Sota la llei dels Estats Units de Nord-amèrica, "Biological Select Agents or Toxins" (BSATs) — o abreujadament Select Agents, Agents Seleccionats — son aquells agents microbiològics que des de l'any 1997 han estat declarats per Departament de Salut (U.S. Department of Health and Human Services (HHS)) o el Departament d'Agricultura (U.S. Department of Agriculture (USDA)) com a poseidors de "potencial per suposar una greu amenaça a la seguretat i a la salut publica”. Aquests agents es divideixen en: Agents seleccionats i toxines que afecten a humans i, per tant, és una llista generada pel HHS; agents seleccionats i toxines d'importància en agricultura (i aquí s'inclou la ramaderia) en una llista redactada per USDA i finalment una llista d'agents seleccionats i toxines que es solapen, és a dir, que figuren en ambos llistats.
Els Centres per al Control i Prevenció de Malalties, U.S. Centers for Disease Control and Prevention (CDC) regula els laboratoris que poden posseir, emprar i transferir agents seleccionats dintre dels Estats Units a través del Programa d'Agents Seleccionats, també anomenant Federal Select Agent Program (FSAP), des d'el 2001. El FSAP es va establir a conseqüència del reforçament de les polítiques de seguretat i prevenció enfront del bioterrorisme, a partir del 2001, com a conseqüència dels atacs terroristes de l'11 de setembre i de la posterior crisis postal per àntrax, aquell mateix any.
L'ús de BSATs en la recerca biomèdica ha aixecat certa preocupació per la possibilitat de doble ús, o ús espuri, malintencionat, del resultats de la recerca. Als EUA el govern federal va crear el Consell Assessor Científic Nacional per la Bioprotecció (National Science Advisory Board for Biosecurity, NSABB) que promou la bioprotecció en la recerca en ciències de la vida. Està constituït per membres del govern, experts acadèmics i personal de la indústria que proposen polítiques i recomanacions sobre la manera de minimitzar la possibilitat que alguns coneixements que emanen de la recerca biològica puguin ser mal emprats per amenaçar la salut pública o la seva seguretat nacional.

## Llista d'Agents Seleccionats
Tier 1 (el més perillosos) BSATs estan indicats amb un asterisc (*). El nom en català va seguit de la seva denominació anglesa a la llista, allà on és possible.

### Agents seleccionats i toxines de HHS

#### Bacteris
- Espècies de Clostridium productores de neurotoxina botulínica, Botulinum neurotoxin-producing species of Clostridium*
- Coxiella burnetii
- Burkholderia mallei* (anteriorment Pseudomonas mallei)
- Burkholderia pseudomallei* (abans Pseudomonas pseudomallei)
- Francisella tularensis*
- Rickettsia prowazekii
- Rickettsia rickettsii
- Yersinia pestis*

#### Virus

##### Coronavirus
- Coronavirus del SARS, SARS-associated coronavirus (SARS-CoV)[4]

##### Virus causants d'encefalitis
- Virus de l'encefalitis equina de l'est, Eastern equine encephalitis virus (exclosos genotips sud-americans)
- Virus del complex encefalitis transmesa per paparres, Tick-borne encephalitis-complex viruses (3 subtipus, excloent els europeus)
- Virus de l'encefalitis per paparres de l'Europa Central, Central European tick-borne encephalitis virus
- Virus de l'encefalitis per paparres del l'Extrem Orient, Far Eastern tick-borne encephalitis virus
- Virus de l'encefalitis de primavera i estiu russa, Russian spring and summer encephalitis virus

##### Virus Influenza
- Virus d'influenza aviària altament patogènica H5N1, Highly Pathogenic Avian Influenza H5N1 virus
- Reconstruccions del virus influenza pandèmic de 1918; Reconstructed 1918 influenza virus

##### Orthopoxviruses
- Virus de la verola de mico, Monkeypox virus
- Virus de la verola, Variola major virus* (smallpox virus)
- Virus de la verola minor* (Alastrim)

##### Virus causants de febres hemorràgiques (VFH), Viral hemorrhagic fever (VHF) viruses
VFH africans:
- Virus de la febre hemorràgica Crimea-Congo, Crimean-Congo haemorrhagic fever virus
- Virus Ebola*
- Virus de la febre de Lassa
- Virus Lujo
- Virus Marburg*

VFH asiàtics:
- Virus de la malaltia del bosc de Kyasanur, Kyasanur Forest disease virus
- Virus de la febre hemorràgica d'Omsk, Omsk hemorrhagic fever virus

VFH sud-americans:
- Virus Chapare
- Virus Guanarito (febre hemorràgica veneçolana)
- Virus Junin (febre hemorràgica argentina)
- Machupo (febre hemorràgica boliviana)
- Virus Sabiá virus (febre hemorràgica brasilera)

#### Toxines
- Abrin
- Neurotoxines Botulíniques*
- Toxina èpsilon de Clostridium perfringens
- Conotoxines
- Ricina
- Saxitoxina
- Shiga-like ribosome inactivating proteins
- Shiga toxina
- Enterotoxines estafilocòccies
- Tetradotoxina
- 2 Type A trichothecenes: Diacetoxyscirpenol i T-2 toxin

### Agents seleccionats i toxines solapats

#### Bacteris
- Bacillus anthracis*
- Brucella abortus
- Brucella melitensis
- Brucella suis
- Burkholderia mallei* (anteriorment Pseudomonas mallei)
- Burkholderia pseudomallei* (anteriorment Pseudomonas pseudomallei)

#### Virus
- Virus Hendra
- Virus Nipah
- Virus de la febre de la vall del Rift, Rift Valley fever virus
- Virus de l'encefalitis equina veneçolana, Venezuelan equine encephalitis virus (excloent subtipus enzootic ID i IE)

### Agents seleccionats i toxines de USDA (Departament d'Agricultura)

#### Per animals

##### Bacteris
- Mycoplasma mycoides subspècie mycoides small colony (Mmm SC) (pleuropneumònia bovina contagiosa)

##### Virus
- Virus de la malaltia equina africana, African horse sickness virus
- Virus de la pesta porcina africana, African swine fever virus
- Virus d'influenza aviària (altament patogènica), Avian influenza virus (highly pathogenic)
- Virus de la pesta porcina clàssica, Classical swine fever virus
- Virus de la febre aftosa, Foot-and-mouth disease virus*
- Virus de la malaltia de la pell grumollosa, Lumpy skin disease virus
- Virus de la pesta dels petits remugants, Peste des petits ruminants virus
- Rinderpest virus*
- Virus de la malaltia vesicular porcina, Swine vesicular disease virus
- Virus de la malaltia de Newcastle virulent, Virulent Newcastle disease virus 1

#### Per plantes

##### Bacteris
- Ralstonia solanacearum raça 3, biovar 2
- Rathayibacter toxicus
- Xanthomonas oryzae
- Xylella fastidiosa (citrus variegated chlorosis strain)

##### Fongs o patogens assimilables (semblants) a fongs
- Peronosclerospora philippinensis (Peronosclerospora sacchari)
- Phoma glycinicola (anteriorment Pyrenochaeta glycines)
- Sclerophthora rayssiae var zeae
- Synchytrium endobioticum

## Llista d'antics Agents Seleccionats
La regulació que llista els “Agents seleccionats” fou revisada en octubre de 2012 i es retiraren 19 BSATs de la llista (7 Agents per Humans i solapats i 12 Agents d'Animals). Els criteris per a ser retirats de la llista foren: (1) Baix potencial en causar mortalitat; (2) Endèmcs actualment als EUA (pels agents que afectin animals); i (3) Dificultat en produir les quantitats necessàries per un event de conseqüències serioses.

### Agents que afecten a humans i solapats
- Herpesvirus 1 de cercopitecins, Cercopithecine herpesvirus 1 (Herpes B virus)
- Coccidioides posadasii
- Coccidioides immitis
- Eastern Equine encephalitis virus, South American genotypes
- Virus Flexal, Flexal virus
- Subtipus europeus de virus d'encefalitis transmesa per paparres, Tick-borne encephalitis viruses, European subtypes
- Subtipus enzootics ID i IE del Virus de l'encefalitis equina veneçolana, Venezuelan Equine Encephalitis virus, Enzootic subtypes ID and IE

### Agents animals
- Virus Akabane
- Virus de (la malaltia de) la llengua blava, Bluetongue virus
- Encefalitis espongiforme bovina, Bovine Spongiform Encephalitis
- Virus de la verola del camell, Camel Pox virus
- Erlichia ruminantium
- Virus de la verola de la cabra, Goat Pox virus
- Virus de l'encefalitis japonesa, Japanese encephalitis virus
- Virus de la febre catarral maligna, Malignant Catarrhal Fever virus (Alcelaphine herpesvirus type 1)
- Virus Menangle
- Mycoplasma capricolum subspecies capripneumoniae (pleuropneumònia contagiosa caprina)
- Virus de la verola de l'ovella, Sheep Pox virus
- Virus de l'estomatitis vesicular (exòtic), Vesicular stomatitis virus (exotic): Indiana subtypes VSV-IN2, VSV-IN3